# Наумов, Лев Николаевич
Лев Николаевич Нау́мов (12 февраля 1925, Ростов — 21 августа 2005, Москва) — советский и российский пианист, композитор и педагог. Заслуженный артист РСФСР (1966). Заслуженный деятель искусств РСФСР (1978).

## Биография
Родился 12 февраля 1925 года в городе Ростове Ярославской губернии. Окончил школу № 1 имени В. И. Ленина.
В 1940—1941 годах окончил за один год теоретико-композиторское отделение Музыкального училища им. Гнесиных (педагоги В. А. Таранущенко, В. Я. Шебалин). В 1950 году с отличием окончил теоретико-композиторский факультет, в 1951 году — фортепианный факультет Московской консерватории (педагоги В. Я. Шебалин и А. Н. Александров — композиция, Г. Г. Нейгауз — фортепиано, Л. А. Мазель — анализ, И. В. Способин — гармония). В 1953 году окончил аспирантуру при консерватории по специальности «композиция». Во время учёбы получал Сталинскую стипендию. В 1953—1955 годах преподавал в Государственном музыкально-педагогическом институте им. Гнесиных (анализ музыкальных форм, гармония, сочинение).
С 1955 года и до последнего года жизни преподавал в Московской консерватории. До 1957 года ассистент по классу анализа у профессоров Л. А. Мазеля и С. С. Скребкова. С 1956 года ассистент профессора Г. Г. Нейгауза. С 1963 года вёл самостоятельный класс специального фортепиано, с 1967 года доцент, с 1972 года профессор. В последующие годы ассистентами Л. Н. Наумова в МГК были Владимир Виардо, Ирина Виноградова, Даниил Копылов, Евгений Королёв и др.
В его классе учились такие впоследствии известные пианисты, как Сергей Арцибашев, Ксения Башмет, Владимир Виардо, Ирина Виноградова, Мария Воскресенская, Андрей Гаврилов, Дмитрий Галынин, Павел Гинтов, Наири Григорян, Андрей Диев, Пётр Дмитриев, Павел Домбровский, Виолетта Егорова, Виктор Ересько, Илья Итин, Александр Кобрин, Даниил Копылов, Алексей Кудряшов, Святослав Липс, Василий Лобанов, Лим Дон Мин, Алексей Любимов, Анна Маликова, Александр Мельников, Алексей Наседкин, Наталья Наумова, Кадзуки Нисимон, Дмитрий Онищенко, Валерий Петаш, Борис Петрушанский, Юрий Розум, Иван Соколов, Алексей Султанов, Сергей Тарасов, Александр Торадзе, Рэм Урасин, Лим Дон Хёк, Андрей Хотеев, Александр Целяков, Александр Чайковский, Константин Щербаков и многие другие.
Заслуженный артист РСФСР (1966). Заслуженный деятель искусств РСФСР (1978).
Умер 21 августа 2005 года в Москве. Похоронен на Хованском кладбище.

## Сочинения
Автор симфонии, кантаты, струнного квартета, сонаты для фортепиано, вокальных циклов на слова японских поэтов для баса и фортепиано, на слова Д. Б. Кедрина для баритона и фортепиано, песни «Алёнушка».
Автор книги «Под знаком Нейгауза» (2000), соавтор (с В. А. Таранущенко и В. А. Кирилловой) сборника задач по гармонии.

## Публикации
- Почему на яблоне не расцветают розы? // Советская музыка. № 2. 1980
- «Профессор или продюсер?» (беседа с А. Хитруком) // Советская культура. № 2. 1988
- Композиторское и исполнительское для меня неразделимы // Советская музыка. № 9. 1987
- Вопросы исполнительского искусства // Сборник МГК. Вып. 4. М., 1990
- Воспоминания о Г. Г. Нейгаузе // Генрих Нейгауз. Воспоминания. Письма. Материалы. Сост. Е. Р. Рихтер. М., «Имидж». 1992
- Воспоминания о С. Г. Нейгаузе // Станислав Нейгауз. Воспоминания. Письма. Материалы. Ред.-сост. Н. Зимянина. М., 1988
- Остров радости // Вспоминая Святослава Рихтера. С. Рихтер глазами коллег, друзей и почитателей. Под общей ред. И. А. Антоновой. М., 2000
- Странички дневника // Памяти В. Я. Шебалина. Воспоминания. Материалы. Сост. А. М. Шебалина, общая ред. М. Д. Сабининой. М., 1984
- Памяти музыканта // Музыкальное обозрение. № 11. 2000
- Лев Наумов. Под знаком Нейгауза. Беседы с Е. Замоториной // РАФ «Антиква». М., 2002
- А. Хитрук 11 взглядов на фортепианное искусство // Изд. Классика-XXI, М., 2007. «Композиторское и исполнительское для меня неразделимы» (беседа с А. Хитруком)
- В. В. Софроницкий и М. В. Юдина // Вспоминая Софроницкого. Сост. А. Скрябин, И. Никонович. Изд. Классика-XXI, М., 2008